# Buchs-Kreuzblume
Die Buchs-Kreuzblume (Polygala chamaebuxus), auch Alpen-Zwergbuchs, Buchsblättrige Kreuzblume, Buchsbaum-Ramsel, Buchsblättriges Kreuzblümchen, Immergrüne Kreuzblume oder Waldmyrte genannt, ist eine Pflanzenart aus der Gattung Kreuzblumen (Polygala) innerhalb der Familie der Kreuzblumengewächse (Polygalaceae).

## Beschreibung

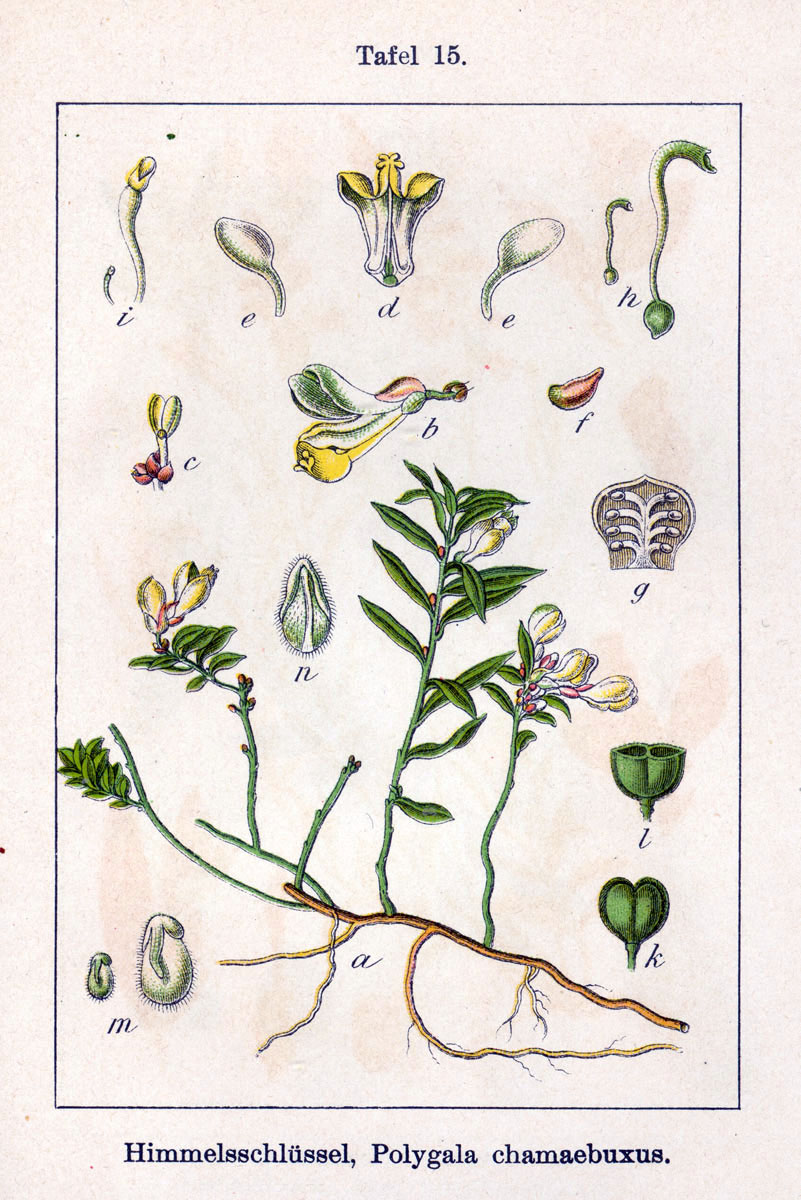
Illustration aus Sturm

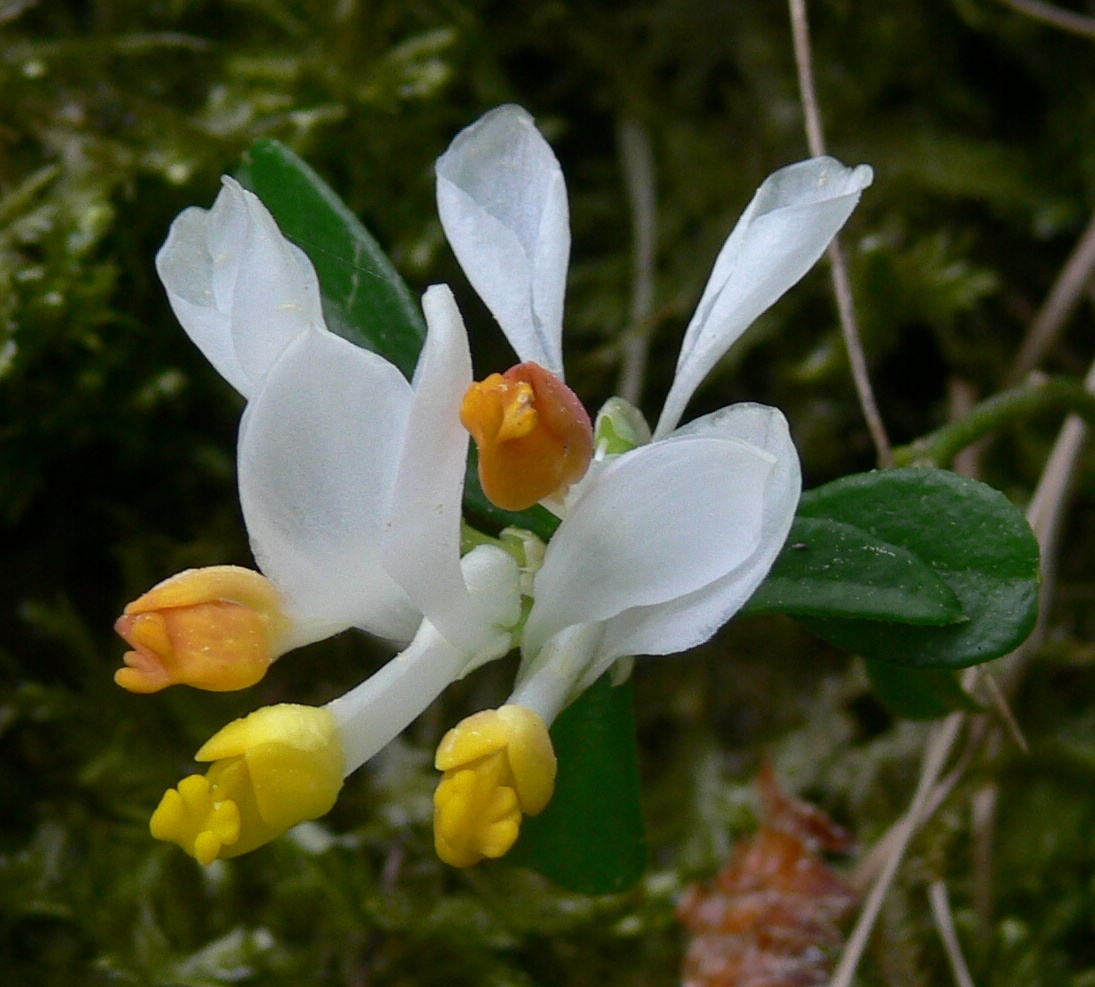
Blüten

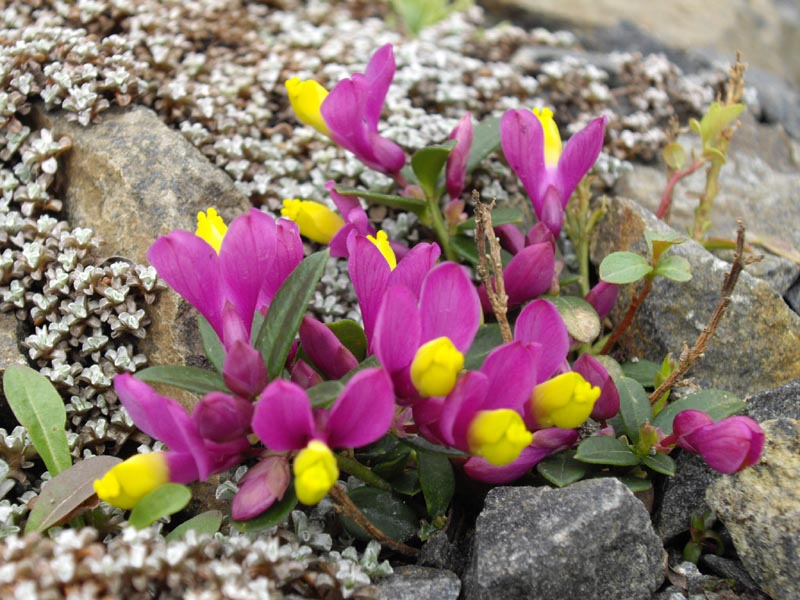
Blüten der Sorte ‘Loidl’

### Vegetative Merkmale
Die Buchs-Kreuzblume ist ein immergrüner Halbstrauch und erreicht Wuchshöhen von 5 bis 30 Zentimetern. Sie besitzt im unteren Teil verholzte Sprossachsen. Die jungen Stängel sind abstehend behaart, im Alter jedoch zunehmend kahl und braun.

### Generative Merkmale
Die Blüten stehen einzeln bis dritt in den Achseln der mittleren und oberen Blätter oder am Ende des Stängels. Die zwittrigen Blüten sind bei einer Länge von 0,5 bis 3 Zentimetern zygomorph mit doppelter Blütenhülle. Die fünf Kelchblätter sind sehr ungleich gestaltet, das oberste ist gespornt, die beiden unteren sind kleiner. Die beiden seitlichen Kelchblätter sind größer und blütenblattartig, gewöhnlich aufwärtsgerichtet oder etwas zurückgeschlagen. Die Farbe der Kelchblätter ist entweder cremeweiß, gelblich, braunrot oder intensiv purpurfarben. Es sind drei Kronblätter vorhanden, wobei das untere schiffchenartig und mit fransigem Anhängsel versehen ist. Die Farbe der Kronblätter ist weißlich bis gelborange, beim Verblühen zunehmend dunkler bis braunorange. Die acht Staubblätter sind zu einer offenen Röhre verwachsen.
Die fleischigen Kapselfrüchte sind rundlich-herzförmig und abgeflacht. Die dunkelbraunen Samen sind eiförmig und langhaarig.

### Chromosomenzahl
Die Chromosomenzahl beträgt 2n = 38 oder 44+1-4B.

## Ökologie und Phänologie
Vegetative Vermehrung erfolgt durch Ausläufer.
Bestäuber sind ausschließlich Hummeln. Die Blütezeit reicht von April bis Mai und nicht selten ein zweites Mal von September bis Oktober.
Die Samen besitzen ein gelapptes Elaiosom zur Ameisenausbreitung. Daneben erfolgt Wind- und Wasserhaftausbreitung. Fruchtreife ist von Juli bis August.

## Vorkommen
Die Buchs-Kreuzblume ist von den Pyrenäen bis zum Balkangebirge verbreitet. Die Buchs-Kreuzblume ist in Mitteleuropa in den Alpen von Südfrankreich bis in die Ostalpen verbreitet. In den Alpen steigt sie bis in Höhenlagen 2500 Metern auf, in den Allgäuer Alpen an der Jöchelspitze bis zu 2200 Meter.
Vereinzelt kommt sie auch im Bayerischen Wald, im Fränkischen, Schwäbischen und Schweizer Jura und in der Baar vor. In Österreich ist diese Art häufig bis zerstreut in allen Bundesländern anzutreffen.
Als Standort werden lichte Kiefernwälder, Legföhrengebüsche, steinige Matten und Magerrasen meist auf Kalk oder Dolomit bevorzugt. Diese Art ist nicht selten auch auf Granitverwitterungsböden anzutreffen. Sie ist in Mitteleuropa eine Ordnungscharakterart der Erico-Pinetalia, kommt aber auch im Verband Seslerion vor.
Die ökologischen Zeigerwerte nach Landolt & al. 2010 sind in der Schweiz: Feuchtezahl F = 2w (mäßig trocken aber mäßig wechselnd), Lichtzahl L = 3 (halbschattig), Reaktionszahl R = 4 (neutral bis basisch), Temperaturzahl T = 2+ (unter-subalpin und ober-montan), Nährstoffzahl N = 2 (nährstoffarm), Kontinentalitätszahl K = 3 (subozeanisch bis subkontinental).

## Systematik
Polygala chamaebuxus wurde 1753 von Carl von Linné in Species Plantarum erstveröffentlicht. Das Artepitheton chamaebuxus erklärt sich durch die ledrigen, immergrünen, denen des Gewöhnlichen Buchsbaums ähnelnden Laubblätter.
Von Polygala chamaebuxus gibt es Varietäten:
- Polygala chamaebuxus var. chamaebuxus: Sie ist in Zentraleuropa, Apenninen und auf dem Balkan verbreitet.
- Großblütige Buchs-Kreuzblume (Polygala chamaebuxus var. grandiflora Gaudin, Syn.: Polygala chamaebuxus 'Purpurea'): Sie kommt nur in den Südalpen im Tessin und in Graubünden vor und ihre größeren Blüten sind bis auf das gelbe Schiffchen purpurrosa gefärbt.